# 永田克彦
永田克彦（日语：／ Nagata Katsuhiko，1973年10月31日—），千葉縣東金市出生，身高170公分，是一名日本男子希羅式摔跤運動員，主攻70公斤級，曾在2000年悉尼奧運獲得銀牌，也是一位綜合格斗家。

## 個人經歷
- 永田是在高中時期才開始接觸摔跤。跟哥哥一樣，他成年後也同樣成為一名摔跤運動員。
- 在1996年加入警視廳，並在2000年 (悉尼奧運會後) 獲升職成為一名警察官 (後於2001年退職)
- 在2000年悉尼奧運會男子69kg希羅式摔跤取得銀牌後於加入新日本職業摔角。
- 於2005年10月宣佈轉做總合格斗家。
- 在2008年6月9日舉行婚禮。
- 在2015年Nihon Wellness Sports University邀請他當新開的摔跤俱樂部的監督。
- 於2020年宣佈引退[1]。

## 個人學歷
- 千葉縣立成東高中
- 日本體育大學

## 家人
- 永田裕志（兄）

## 主要成績[2]

### 運動員生涯
- 2000年悉尼奧運會男子69kg希羅式摔跤銀牌得主
- 2000年亞洲角力錦標賽男子69kg希羅式摔跤金牌得主
- 1994年 日本全國學生摔跤錦標賽 男子69kg希羅式摔跤 第一名
- 1997年 - 2001年 日本全國摔跤錦標賽 男子69kg希羅式摔跤 五運勝
- 2002年 日本全國摔跤錦標賽 男子74kg希羅式摔跤 第一名
- 2015年 日本全國摔跤錦標賽 男子74kg希羅式摔跤 第一名

### 總合格斗家生涯[3]
2005年10月宣佈轉做總合格斗家
- 2006年與秋山成勲對戰，永田輸
- 2007年6月在Dynamite!! USA上和 Remigius Morica Buttis對戰，永田取得總合格斗家生涯的第一場勝利
- 2007年7月在HERO'S 2007重量級世界冠軍錦標賽(日本)開幕戰，永田以 0 - 3 慘敗宇野薰
- 2008年3月於DREAM.1(日本)第一回合對Artur Umakhanov以 3 - 0勝出
- 2008年6月於DREAM.4(日本)第二回合對青木真也，永田不敵青木
- 2008年11月23日在ZST上對小谷直之，永田輸
- 2008年11月30日永田參加 全日本搏鬥摔跤錦標賽 男子73kg級，在8強對著五味隆典，永田不敵
- 於2009年永田參加CAGE FORCE EX -eastern bound-對金原泰義，以 0 - 0 平手
- 2009年10月對星野大介並取得勝利
- 於2010年6月參加CAGE FORCE對著井上克也，永田以 0 - 3 大敗，右眼眼窩底更被打到骨折
- 在2010年參加Pancrase，對大石幸史，以 1 - 1 平手